# توماس سبيرا
توماس سبيرا هو مؤرخ كندي، ولد في 28 ديسمبر 1923 في براتيسلافا في سلوفاكيا، وتوفي في 26 سبتمبر 2005 في تشارلوت تاون في كندا.